# Julius Schgoer

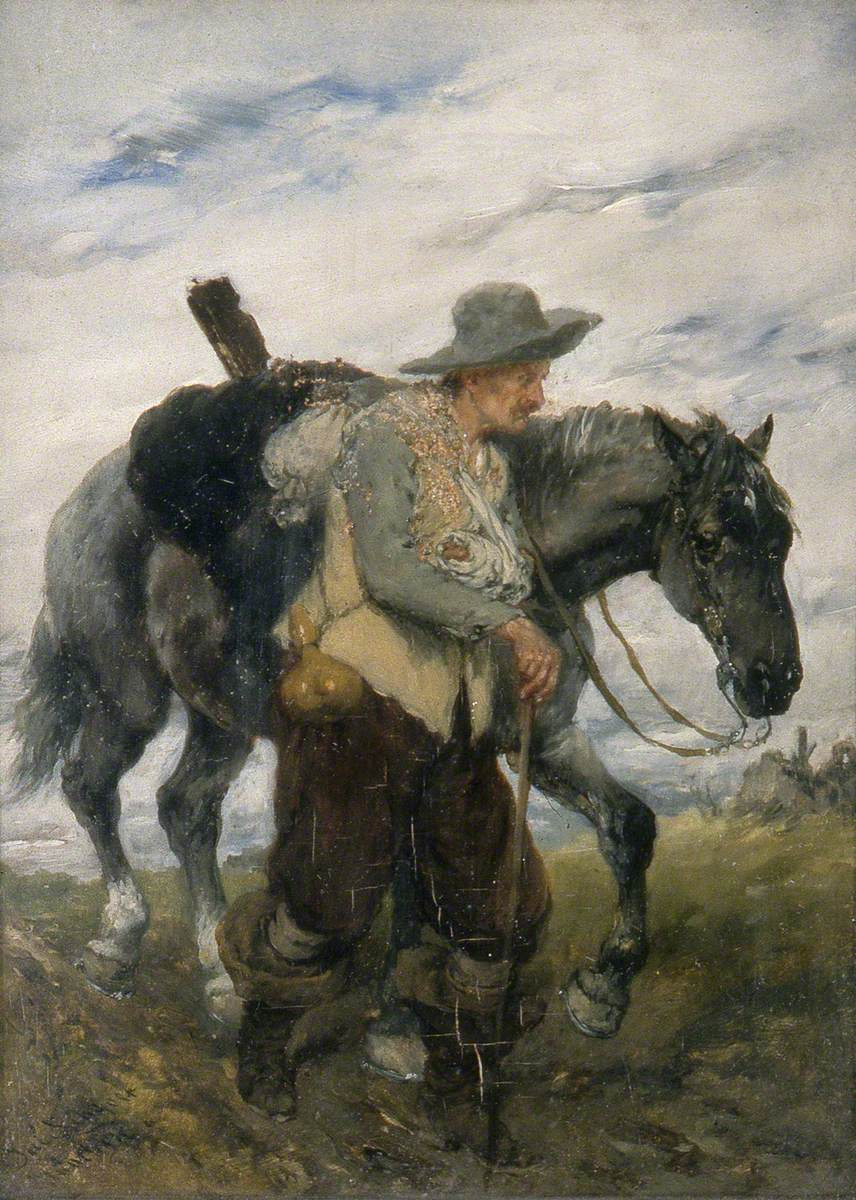
Julius Schgoer: Rückkehr aus dem Krieg

Julius Schgoer (* 9. Jänner 1846 in Salzburg; † 21. September 1885 in Hallein) war ein österreichischer Genremaler, der in München tätig war.
Schgoer studierte ab dem 4. Mai 1870 an der Königlichen Akademie der Künste in München bei Wilhelm von Diez. Nach dem Studium war er in München als freischaffender Genremaler tätig. Er malte hauptsächlich Szenen aus dem Leben bayerischer Bauern.
Julius Schgoer starb bereits im Alter von 39 Jahren.